# Hejce-Vilmány megállóhely
Hejce-Vilmány megállóhely egy Borsod-Abaúj-Zemplén vármegyei vasúti megállóhely Vilmány településen, a MÁV üzemeltetésében. A Vilmányból Hejce központjáig vezető, a 3713-as útból kiágazó 37 112-es számú mellékút közelében fekszik, mindkét községtől kevesebb, mint 2 kilométernyi távolságra, nyilván ezért kapta a nevét is. Közvetlen közúti elérését az említett útból délnek kiágazó 37 305-ös számú mellékút biztosítja.

## Vasútvonalak
A megállóhelyet az alábbi vasútvonalak érintik:
- Szerencs–Hidasnémeti-vasútvonal

## Kapcsolódó állomások
A megállóhelyhez az alábbi állomások vannak a legközelebb:
- Fony megállóhely (Szerencs–Hidasnémeti-vasútvonal)
- Göncruszka megállóhely (Szerencs–Hidasnémeti-vasútvonal)

## Forgalom
| Járat        | Útvonal | Gyakoriság                    |
| ------------ | --- | ----------------------------- |
| személyvonat | Abaújszántó – Abaújkér – Boldogkőváralja – Korlát-Vizsoly – Fony – Hejce-Vilmány – Göncruszka – Gönc – Zsujta – Hidasnémeti | Napi 3 pár, nyáron napi 5 pár |